# Pigmentpapier
Pigmentpapier ist ein Spezialpapier für die Druck- und Fototechnik der Heliogravüre. Es ist in Deutschland nicht mehr käuflich zu erhalten, da die Grundsubstanzen toxisch sind.

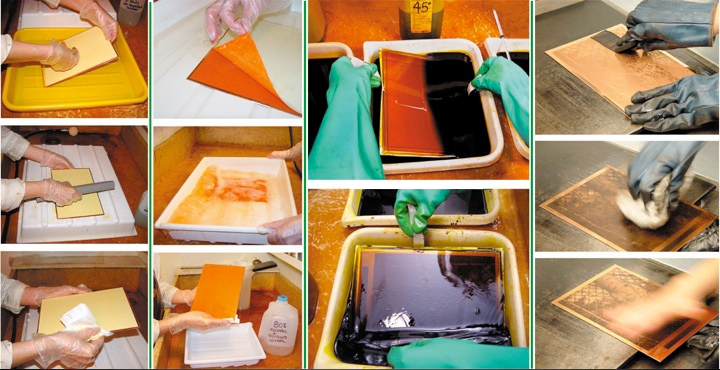
Verfahrensablauf der Photogravur / Heliogravure mit Pigmentpapier

Das Pigmentpapier wird hergestellt, indem stabileres Papier (z. B. Pergamentpapier) mit Gelatine und spiritusechten Pigmenten beschichtet wird. Dieses wird mit Kaliumdichromat oder Ammoniumdichromat sensibilisiert (lichtempfindlich gemacht), belichtet und ausgewaschen. Das Chromat härtet beim Belichten die Gelatine proportional zur Lichtmenge, wodurch Halbtöne erzeugt werden können. 
Pigmentpapier wurde im Tiefdruck – speziell für die Heliogravur, aber auch im Siebdruck verwendet. Das entstandene Gelatinerelief wird auf die Metallplatte bzw. auf das Sieb übertragen. Nachdem das Papier abgelöst ist, bleibt das Gelatinerelief auf der Metallplatte bzw. dem Sieb zurück. Für den Tiefdruck wird die Metallplatte anschließend im Mehrstufen-Ätzverfahren tiefgeätzt, beim Siebdruck verschließt das gehärtete Gelatinerelief partiell das Sieb.